# Bo Xilai
Bo Xilai (wym. [pɔ̌ ɕílǎɪ]; chiń. upr. 薄熙来; chiń. trad. 薄熙來; pinyin Bó Xīlái; ur. 3 lipca 1949 w Pekinie) – chiński polityk komunistyczny, syn Bo Yibo. Były członek Biura Politycznego i KC Komunistycznej Partii Chin, I sekretarz w Chongqingu, w latach 2004-2007 minister handlu, wydalony z partii.

## Życiorys
Pochodzi z Dingxiang w prowincji Shanxi. W czasie rewolucji kulturalnej więziony w latach 1968–1972 ze względu na ojca, następnie pracował w przemyśle lekkim. Po jej zakończeniu podjął studia na Uniwersytecie Pekińskim i w 1982 roku uzyskał dyplom magisterski z dziennikarstwa. W trakcie studiów wstąpił w 1980 roku do Komunistycznej Partii Chin.
W latach 80. pracował jako urzędnik w strukturach partyjno-administracyjnych prowincji Liaoning. W 1989 roku został wybrany wiceburmistrzem miasta Dalian, 3 lata później p.o. burmistrza, zaś w 1993 roku burmistrzem, którym pozostał do roku 2000. Za jego kadencji miasto gwałtownie się rozwinęło, dzięki niskim podatkom przyciągnięto wielu zagranicznych inwestorów. W centrum powstały liczne parki i promenady.
W latach 2001–2004 Bo był gubernatorem prowincji Liaoning. W roku 2002 wszedł w skład Komitetu Centralnego KPCh XVI kadencji. W latach 2004–2007 pełnił funkcję ministra handlu. W 2007 roku ponownie wszedł w skład Komitetu Centralnego KPCh oraz Biura Politycznego.
W 2007 roku został mianowany sekretarzem Komitetu Miejskiego KPCh w Chongqingu. Wsławił się skuteczną walką ze stanowiącymi poważny problem w mieście korupcją i przestępczością zorganizowaną. Aresztowano ponad 2000 osób: gangsterów oraz powiązanych z nimi skorumpowanych policjantów i urzędników. W ciągu kilku miesięcy rozprawił się z lokalną mafią, co przysporzyło mu w Chinach ogromnej popularności. Jego pozycja w Partii szybko wzrosła, postrzegany był jako lider „lewego skrzydła” i typowany jako jeden z członków przyszłego 9-osobowego Stałego Komitetu Biura Politycznego KPCh. Jego politycznymi protektorami byli Jiang Zemin i Zhou Yongkang, uważani za przywódców konserwatywnej części Partii.
Podczas swoich rządów w Chongqingu odwoływał się wyraźnie do tradycji maoistowskich i propagował kult rewolucji kulturalnej. Z jego polecenia lokalne stacje telewizyjne zastępowały popularne seriale propagandowymi filmami, radio zamiast zachodniej muzyki nadawało rewolucyjne pieśni, a studentów wysyłano do pracy na wieś. Wyrazem kultu ideologii Mao Zedonga było m.in. rozesłanie z okazji 60. rocznicy utworzenia Chińskiej Republiki Ludowej do 13 milionów użytkowników telefonów komórkowych w Chongqingu okolicznościowych sms-ów zawierających cytaty z Czerwonej książeczki.
Nagły kres kariery Bo Xilaia nastąpił w związku ze śmiercią w listopadzie 2011 roku brytyjskiego biznesmena Neila Heywooda. Heywood, reprezentujący w Chinach interesy brytyjskich firm, miał bliskie powiązania z rodziną Bo, pozostawał jednak w sporze z jego żoną Gu Kailai. Początkowo podano, że jego zgon nastąpił na skutek zatrucia alkoholem. Na początku 2012 roku Chinami wstrząsnął skandal z udziałem byłego szefa policji w Chongqingu, Wang Lijuna, który schronił się na dobę w amerykańskim konsulacie w Chengdu. Ujawnił tam informacje obciążające Bo i wskazujące na udział jego żony w śmierci Heywooda, podobno miał także ubiegać się o azyl w Stanach Zjednoczonych. Incydent z udziałem Wanga spowodował wystąpienie rządu brytyjskiego z wnioskiem o zbadanie przez władze chińskie okoliczności śmierci biznesmena i wywołał ostry kryzys polityczny w Chinach. Z dnia na dzień Bo utracił wszystkie wpływy na szczeblach władzy, zaś premier Wen Jiabao publicznie go potępił, zwłaszcza w kontekście gloryfikowania rewolucji kulturalnej. 15 marca 2012 roku został usunięty ze stanowiska sekretarza KPCh w Chongqingu.
10 kwietnia 2012 Bo został zawieszony w prawach członka KC i Politbiura, zaś państwowa agencja Xinhua podała, że jego żona jest podejrzana o zlecenie zabójstwa Heywooda. Władze ocenzurowały w internecie wszelkie informacje związane ze sprawą Bo. Zdaniem analityków, usunięcie Bo Xilaia było echem walk frakcyjnych, rozgrywających się w Komitecie Centralnym KPCh przed jesienną wymianą kadr i sygnałem, iż reformatorzy skupieni wokół Wen Jiabao dążą do znacznego osłabienia konserwatywnych i neomaoistowskich klik.
28 września 2012 Bo Xilai został wyrzucony z KPCh, usunięty z wszelkich stanowisk publicznych i formalnie postawiony w stan oskarżenia. 22 września 2013 r. sąd w Jinanie w prowincji Shandong uznał go winnym korupcji, sprzeniewierzenia funduszy publicznych oraz nadużycia władzy. Skazano go na dożywotnie więzienie, pozbawienie dożywotnio praw publicznych i konfiskatę całego majątku.